# Siège de Saint-Valery
Guerre de Cent Ans
Batailles
Le siège de Saint-Valery se déroula à Saint-Valery-sur-Somme, au début de la Guerre de Cent Ans, d'août 1358 à avril 1359. Profitant de la captivité du roi de France Jean II le Bon, après la défaite de Poitiers de 1356, Charles le Mauvais, roi de Navarre, prétendant à la couronne de France, s'était emparé de Saint-Valery, à l'époque port important de la Manche, dans la Baie de Somme.

## Contexte historique
Ayant réussi à s’échapper du château d'Arleux où il était détenu, Charles de Navarre avait reçu le soutien de la municipalité d'Amiens. Cependant, le dauphin Charles réussit à rétablir la situation. C'était sans compter avec la capacité de nuisance des partisans de Charles le Mauvais. L'un de ses plus fidèles partisans, Jean de Picquigny avait tenté de prendre la ville d'Amiens par surprise le 16 septembre 1358 mais il échoua grâce à la prompte réaction du connétable Robert de Fiennes.

## Le siège
Le port de Saint-Valery, à l'embouchure de la Somme était aux mains des partisans du roi de Navarre depuis 1356. Forts de leur succès à Amiens, Robert de Fiennes et Guy V de Châtillon-Saint-Pol mirent le siège devant Saint-Valery avec plus de 2 000 hommes d'armes venus de plusieurs villes de Picardie. Ils utilisèrent des pièces d'artillerie nous dit Froissart.
La place tomba, le 29 avril 1359, après 8 mois de siège.

## Conséquences
Le parti navarrais fut très affaibli en Picardie.
La ville de Saint-Valery fut totalement ruinée. Elle fut reconstruite par la suite et retrouva les libertés communales qui lui avait été enlevées.